# Охлябинин, Иван Петрович
Князь Иван Петрович Охлябинин, по прозвищу Залупа или Закупа (ум. после 1576) — русский военный и государственный деятель, сын боярский, московский дворянин, голова, опричник и воевода  в эпоху правления Ивана IV Васильевича Грозного.
Из княжеского рода Охлябинины. Единственный сын князя Петра Васильевича Охлябинина.

## Биография
В 1558 году князь Иван Петрович Охлябинин ходил «к Новугороду немецкому и к Юрьеву» в передовом полку 1-м головой у боярина и воеводы князя Андрея Михайловича Курбского. После взятия Ругодива (Нарвы) послан главными воеводами к царю с сеунчем о занятии этого города.
В 1560 году участвовал в походе русской рати на Феллин (Вильянди) 2-м головой в Большом полку у боярина и воеводы князя Ивана Фёдоровича Мстиславского, затем осаждал замок Венден (Кесь), а после взятия города был послан среди других голов «по рижской дороге…к трема городкам». В 1562-1563 годах есаул в полоцком походе.
В 1564 году под начальством князя Шуйского послан из Полоцка «в литовскую землю» 3-м воеводой большого полка, после чего уже в Литве был определён в сторожевой полк 2-м воеводой. Участвовал в битве при Чашниках и был взят в плен. В 1566 году освобождён из литовского плена и вскоре отправлен первым воеводой командовать Сторожевым полком «по крымским вестем» под Калугу. В сентябре упоминается среди голов в свите царя в его походе «против своего недруга литовского короля» в Великий Новгород. Вызвал у царя какие-то подозрения и дал по себе поручную запись. В 1568 году первый голова в государевом новгородском походе. В 1569 году служил 2-м воеводой в Великих Луках, затем переведён в Калугу командовать «из опришнины» полком левой руки, откуда в апреле ходил в Тулу в связи с угрозой нападения крымских татар. В октябре 1570 года 2-й воевода сторожевого полка в Тарусе, а после первый воевода войск левой руки там же. Вероятно что в 1571 году зачислен в опричнину, в сентябре послан уже "из опричнины" вторым воеводой Сторожевого полка в Тарусу.
В 1572 году, во время набега хана Девлета — воевода опричного полка в Тарусе, участвовал в походе царя Ивана Грозного на Ливонию, а осенью был отправлен 2-м воеводой большого полка в карательный поход «на изменников на казанских людей на луговую черемису и на горную».
Весной 1573 года стоял «на берегу» 2-м воеводой с полком левой руки у Каширы. В 1574 году отправлен вторым воеводою Сторожевого полка в Муром, а с весны 1-м воеводой в Пронск, где принял два раза участие в при Печерниковых Дубравах с татарами и нагайцами. В 1575 году служил первым воеводою в Пронске, а по вестям велено сходиться с другими окраинными воеводами и быть третьим воеводою Большого полка.
В 1576 году 1-й воевода на реке Тихая Сосна, отбивал нападения ногайцев и крымских татар, в октябре назначен 1-м воеводой в Пронск.

## Семья
Жена — Мария Фёдоровна, дочь окольничего Фёдора Михайловича Плещеева, племянница боярина Алексея Даниловича Басманова, сыгравшего решающую роль в определении его в опричнину. Потомства не оставили.